# Stadttheater Mödling

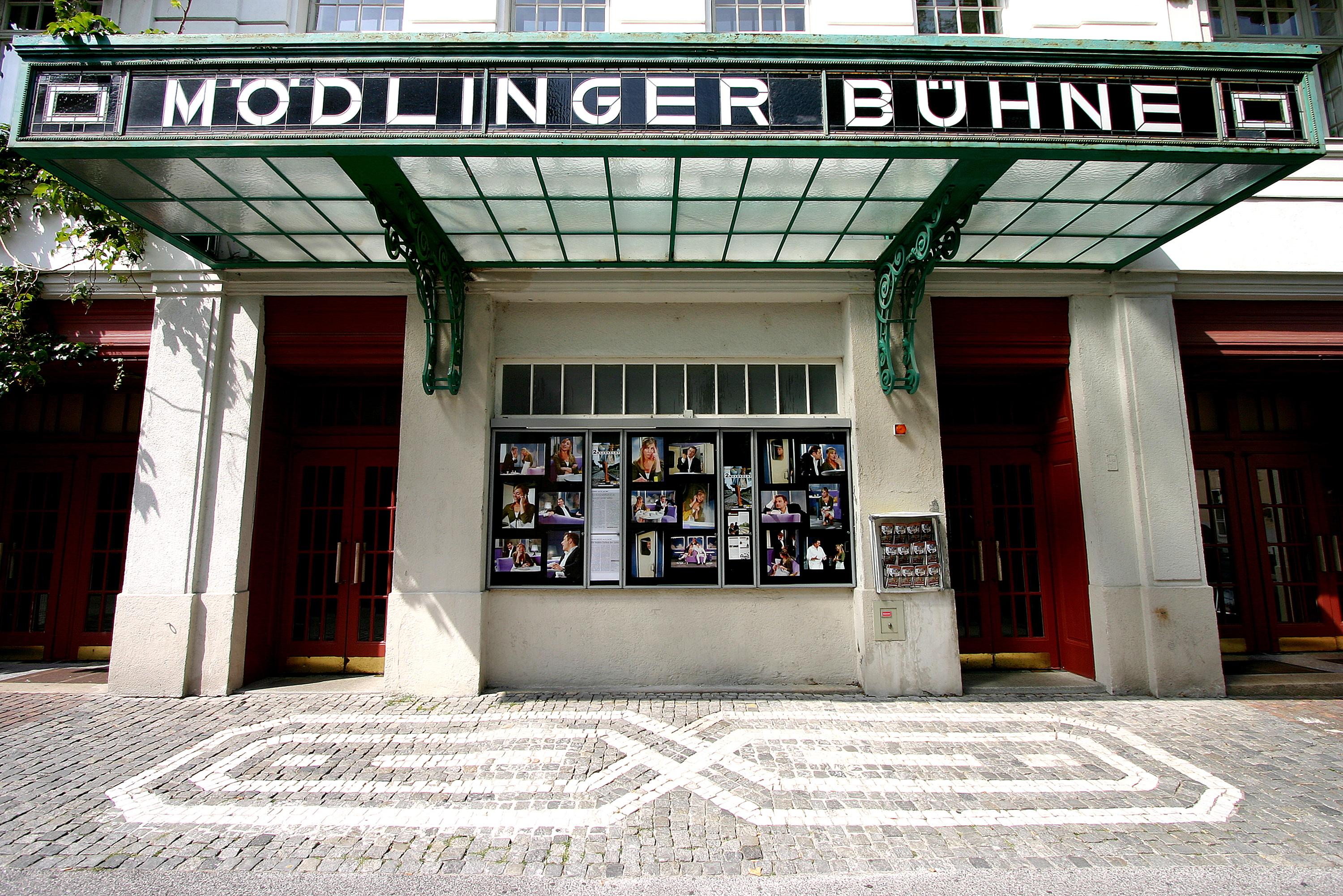
Eingang der Mödlinger Bühne

## Geschichte
Das Stadttheater in Mödling (Niederösterreich) wurde in einem mit 1913 datierten viergeschoßigen secessionistischen Wohnhaus von dem Kinopionier, Varietéartisten und Schauspieler Carl Juhász (1868–1940), welcher bereits 1905 im Bahnhofshotel Bieglerhütte Kinovorstellungen zeigte, eingerichtet und am 3. Oktober 1913, dem Vorabend zum Namensfest von Kaiser Franz Joseph I., feierlich eröffnet. Die Pläne zu dem Gesamtbau stammten höchstwahrscheinlich von den Mödlinger Architekten Demmer und Schleicher. Der Abend wurde künstlerisch vom Ensemble des Stadttheaters St. Pölten gestaltet, musikalisch begleitet von der Stadtkapelle St. Pölten. Als Einleitung wurde Carl Maria von Webers Jubelouvertüre gegeben. Dem Festprolog folgten zwei kinematographische Piecen, den Abschluss bildete der zweite Akt der Operette Die Fledermaus. Das etwa 550 Zuschauer fassende, mit elektrischem Licht versehene Privattheater trug die seit Jahrzehnten lokal geläufige Bezeichnung Mödlinger Bühne, aufgrund des filmtechnischen Schwerpunkts des neuen Hauses wurde ihm auch der Name Biograph Juhász gegeben. Das angesehene Juhász’sche Kinematographenunternehmen, über etliche Jahre als Alhambratheater vazierend, hatte bis dahin seinen Mittelpunkt in einem Saal des nächstgelegenen Hotel-Restaurants Nitsch, Jasomirgottgasse 2.
Juhász, ab 1910 Präsident des neu gegründeten Reichsverbandes der Kinematographenbesitzer in Österreich, verkaufte die Bühne 1919, 1920 kam sie in das Eigentum der Stadt Mödling. Juhász hatte im Konkursverfahren seines Nachfolgers auf sein Vorkaufsrecht verzichtet und erhielt dafür einen Pachtvertrag. Mit seiner Frau Leopoldine (1881–1968) leitete er das Kino bis zu seinem Tod im Jahr 1940. Sie führte es weiter bis 1967, bevor die Konzession an die Stadt fiel.
Das Stadttheater diente jahrzehntelang als Gastspiel- wie Kinotheater.
Nach der Übernahme durch die Stadt wurde es 1994 aufwändig renoviert. Unter der Leitung von Felix Dvorak spielten hier bis 2004 allsommerlich die Komödienspiele Mödling mit großem Erfolg, in denen u. a. Johanna von Koczian, Gusti Wolf, Aglaja Schmid, Anita Ammersfeld, Bert Fortell und Gideon Singer mitwirkten. Daniela Fally und Sabine Petzl machten bei Dvorak die ersten Bühnenschritte.
Seit 1998 wird es als Ganzjahresbetrieb unter der Intendanz von Bruno Max und seiner Compagnie Theater zum Fürchten betrieben, als das größte nichtstaatliche Theater Niederösterreichs. Das Programm umfasst das ganze Spektrum des klassischen und modernen Sprechtheaters. Für die hohe Qualität sprechen zwei Niederösterreichische Kulturpreise und zwei Nestroy-Nominierungen. Über 380 Darsteller haben seit 1998 an den mehr als 220 Eigenproduktionen mitgewirkt. Seit Sommer 2011 steht das Stadttheater in den Theaterferien auch der freien Theatergruppe teatro zur Verfügung. Das Stadttheater fasst derzeit 301 Sitzplätze. Der Betrieb wird derzeit von der Stadt Mödling, dem Land Niederösterreich und dem Bund subventioniert.